# Born to Defence
Born to Defence (Zhong hua ying xiong) è un film del 1986, diretto e interpretato da Jet Li. Si tratta della sua prima e unica prova da regista.